# Церковь Петра и Павла (Калуга)
Церковь Петра и Павла, она же Пятницкая церковь — приходской храм Калужской епархии Русской православной церкви, расположенный в городе Калуге. В 1781 году перенесена на Пятницкое кладбище. В советское время была закрыта. Возвращена верующим в 1990 году.

## История
Первое упоминание о церкви Петра и Павла содержится в описи 1626 года, где она описывается как «древяная, клетцки, о трех верхах» с приделами Борисоглебским и Георгиевским находящаяся «за острогом в старом остроге». В описи 1685 года фигурирует как деревянная церковь Параскевы Пятницы о двух верхах, что на площади. Храм располагался близ старых рядов на бывшей Московской дороге, напротив церкви Святого Георгия «за лавками».
В 1745 году на средства калужского посадского человека, вместо деревянного храма сооружен каменный, который простоял до 1780 года, когда по «апробованному плану» церковь была предназначена к перенесению. Место для нового храма было найдено в связи с образованием общего кладбища для Калуги, организованного за северною чертою города, близ Лаврентьева монастыря. Новое здание построено в 1781 году и тогда же освящено по благословлению Московского митрополита Платона. Главный престол посвящен святым апостолам Петру и Павлу; придел же сооружен в честь великомученицы Параскевы Пятницы, икона которой перенесена из прежней церкви.
Во второй половине XIX века с северной и южной сторон колокольни были возведены одноэтажные пристройки с плоскими перекрытиями. В 1877 году в храме, на деньги подворного советника Ивана Иосифовича Жураковского, был устроен и освящен придел во имя Собора Предтечи и Крестителя Господня Иоанна.
В 1793 году при церкви основана Пятницкая богадельня. В 1842 году она была переделана — пристроен второй этаж и надворные службы. Нижний этаж занимали мужчины, а верхний — женщины. Богадельня содержалась на доходы купеческого общества. В 1891 году обществом помощи бедным при церкви была открыта столовая для выдачи бесплатных обедов и организован бесплатный амбулаторный прием больных.
В 1929 году храм был закрыт и приспособлен под складские помещения. С 1960 года в здании храма расположилась мастерская Горупкоопхоза по производству гробов, венков и сушке древесины.
Храм был возвращен Калужской епархии в декабре 1990 года. Первая Божественная литургия была совершена в храме 7 января 1991 года. 6 июня 1992 главный придел храма был освящен архиепископом Климентом, а 27 января 1994 — придел в честь великомученицы Параскевы Пятницы. В 1997 году в храме был установлен пятиярусный иконостас. В 2000 году к южной стороне храма была пристроена крестильня.
С 1995 года Пятницкий храм охраняется государством как памятник архитектуры и градостроительства.

## Архитектура
Храм сооружен в «итальянском стиле»: одноглавый четверик, завершенный фонариком с луковицей. Фасады украшены аркадами и пилястрами, с трапезной и колокольней по одной продольной оси. Декоративная отделка фасадов характерна для середины XVIII века и выполнена в кирпиче.